# Croydon
Pronunciação

Localização do borough de Croydon na Região de Londres

Croydon é um borough da Região de Londres, na Inglaterra. Está localizado no sul da Região de Londres e ocupa uma área de 86,52 km², sendo o 256º maior borough da Inglaterra.
Croydon é geminada com Arnhem, nos Países Baixos.

## Distritos de Croydon
- Addington
- Addiscombe
- Ashburton
- Broad Green
- Coombe, Croydon
- Coulsdon

- Croydon - a área principal

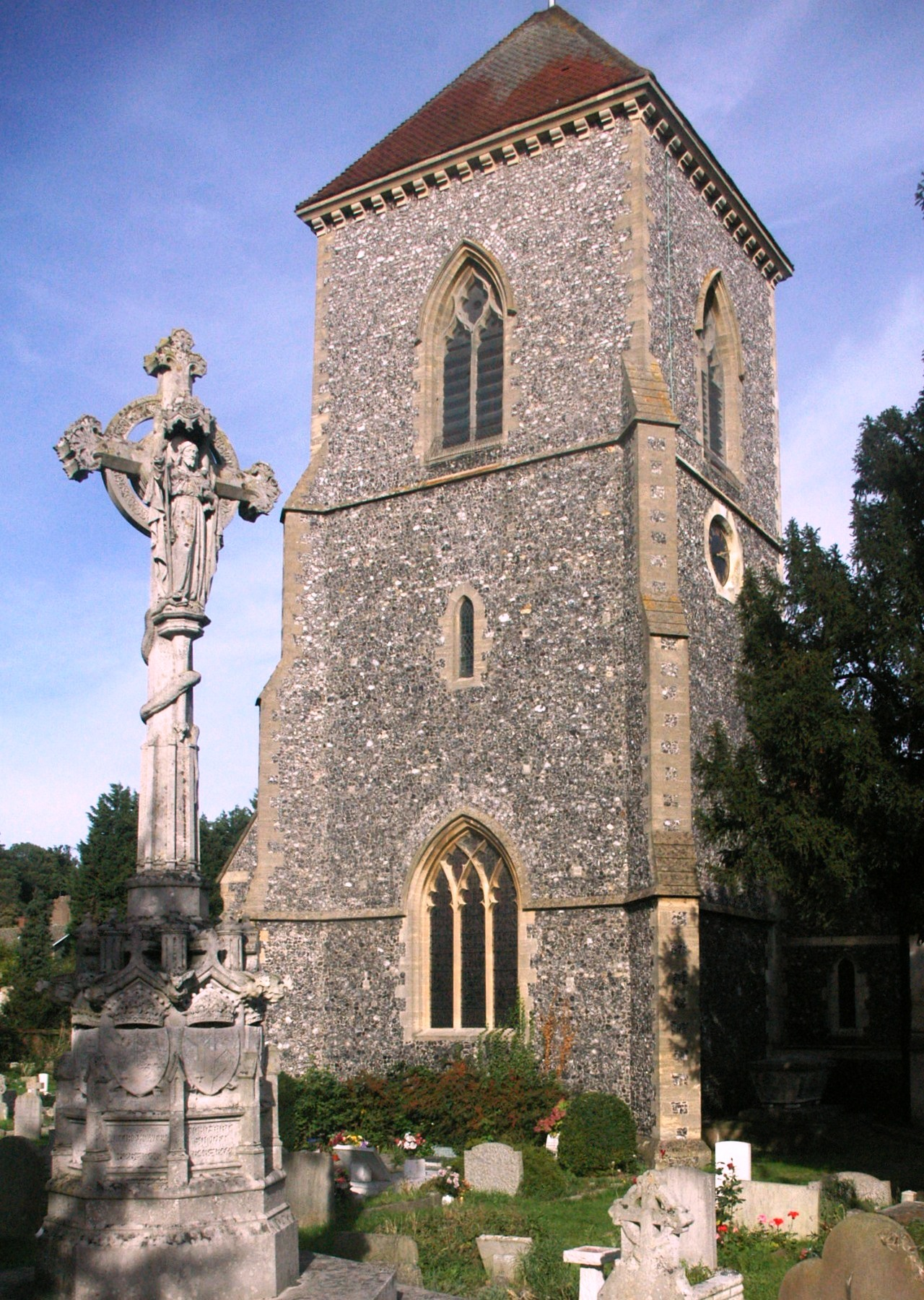
Igreja do St. Mary, Addington

- Crystal Palace - compartilhado com Lambeth, Southwark, Lewisham e Bromley
- Forestdale
- Hamsey Green
- Kenley
- New Addington
- Norbury
- Pollards Hill
- Purley
- Sanderstead
- Selhurst
- Selsdon
- Shirley
- South Croydon
- South Norwood
- Thornton Heath
- Upper Norwood
- Waddon
- West Croydon
- Woodside
- Whyteleafe

## História

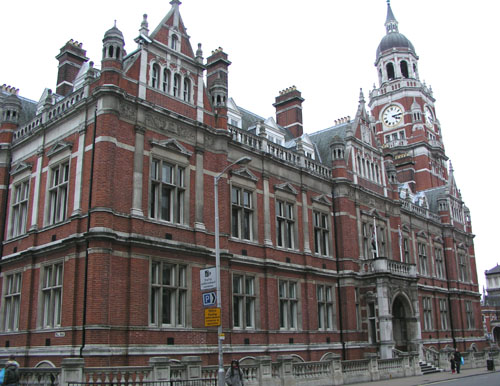
Cidade Salão De Victorian De Croydon

O borough foi constituído, como todos os outros distritos, em 1 de abril de 1965, pelo London Government Act 1963. Incorporou a antiga área do County Borough of Croydon, do Coulsdon and Purley Urban District.
Em 1918, um aeroporto foi edificado em Croydon, tendo sido o principal aeroporto da Região de Londres antes da Segunda Guerra Mundial.  Foi fechado em 1959, e o velho terminal de passageiros tornou-se um museu.

## Curiosidades
Viveram no distrito de Hackney:
- Amy Winehouse, é uma cantora e compositora de soul, jazz e R&B do Reino Unido.
- Katie Melua, é uma cantora e compositora de nacionalidade britânico-georgiana.